# Nuestra Señora de Mesumundu

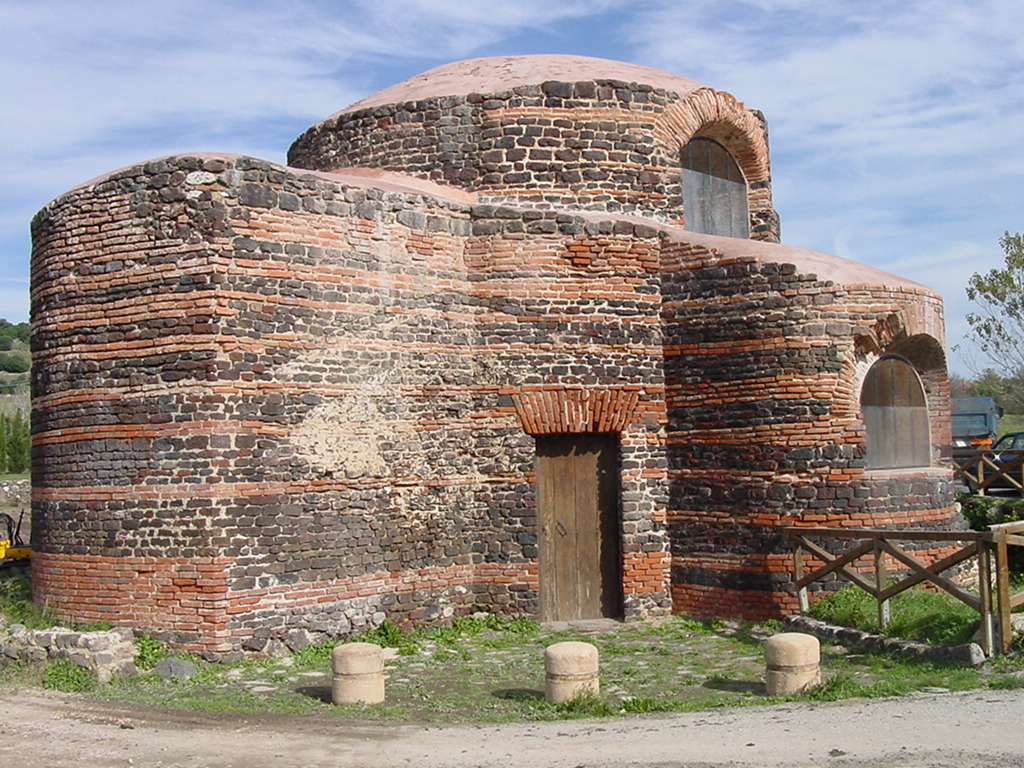
Nostra Segnora de Mesumundu.

Nuestra Señora de Mesumundu (en sardo:"Nostra Segnora de Mesumundu") es un antiguo edificio religioso en territorio de Siligo, Cerdeña, Italia.
Se encuentra sobre el homónimo complejo arqueológico, fue construido en el siglo VI durante la dominación bizantina de la isla, sobre una preexistente estructura de época romana.
En el siglo X fue donada por el Juez Barisone I a la Abadía de Montecasino. Los monjes de la comunidad religiosa italiana adaptaron el edificio para el uso católico, añadieron un ábside y una nueva entrada (finalmente demolido en 1934).
- Datos: Q1189476
- Multimedia: Nostra Signora di Mesumundu (Siligo) / Q1189476